# Liste des ministres italiens de l'Agriculture
Cet article dresse la liste des ministres italiens chargés de l'Agriculture depuis la création du ministère, en 1916, sauf entre 1923 et 1929, période d'existence du ministère de l'Économie nationale.
Le ministre actuel est Francesco Lollobrigida, nommé le 22 octobre 2022 par le président de la République, Sergio Mattarella, sur proposition de la présidente du Conseil des ministres, Giorgia Meloni.

## Liste des ministres

### Royaume d'Italie
| Ministre                                                | Ministre                      | Mandat                              | Parti | Parti       | Gouvernement |
| ------------------------------------------------------- | ----------------------------- | ----------------------------------- | ----- | ----------- | ------------ |
|                                                         | Giovanni Raineri              | 22 juin 1916 – 30 octobre 1917      |       | UL          | Boselli      |
|                                                         | Giovanni Battista Miliani     | 30 octobre 1917 – 17 janvier 1919   |       | Indépendant | Orlando      |
|                                                         | Vincenzo Riccio               | 17 janvier 1919 – 23 juin 1919      |       | UL          | Orlando      |
|                                                         | Achille Visocchi              | 23 juin 1919 – 14 mars 1920         |       | UL          | Nitti I      |
|                                                         | Alfredo Falcioni              | 14 mars 1920 – 21 mai 1920          |       | UL          | Nitti I      |
|                                                         | Giuseppe Micheli              | 21 mai 1920 – 4 juillet 1921        |       | PPI         | Nitti II     |
| Giolitti V                                              | Giuseppe Micheli              | 21 mai 1920 – 4 juillet 1921        |       | PPI         |              |
|                                                         | Angelo Mauri                  | 4 juillet 1921 – 26 février 1922    |       | PPI         | Bonomi I     |
|                                                         | Giovanni Bertini              | 26 février 1922 – 28 octobre 1922   |       | PPI         | Facta I·II   |
|                                                         | Giuseppe De Capitani D'Arzago | 28 octobre 1922 – 5 juillet 1923    |       | PLI         | Mussolini    |
| Fusionné dans le ministère de l'Économie nationale      |                               |                                     |       |             |              |
|                                                         | Giacomo Acerbo                | 12 septembre 1929 – 24 janvier 1935 |       | PNF         | Mussolini    |
|                                                         | Edmondo Rossoni               | 24 janvier 1935 – 31 octobre 1939   |       | PNF         | Mussolini    |
|                                                         | Giuseppe Tassinari            | 31 octobre 1939 – 26 décembre 1941  |       | PNF         | Mussolini    |
|                                                         | Carlo Pareschi                | 26 décembre 1941 – 25 juillet 1943  |       | PNF         | Mussolini    |
|                                                         | Alessandro Brizzi             | 27 juillet 1943 – 11 février 1944   |       | Indépendant | Badoglio I   |
|                                                         | Falcone Lucifero              | 11 février 1944 – 17 avril 1944     |       | Indépendant | Badoglio I   |
|                                                         | Fausto Gullo                  | 17 avril 1944 – 1er juillet 1946    |       | PCI         | Badoglio II  |
| Bonomi II·III                                           | Fausto Gullo                  | 17 avril 1944 – 1er juillet 1946    |       | PCI         |              |
| Parri                                                   | Fausto Gullo                  | 17 avril 1944 – 1er juillet 1946    |       | PCI         |              |
| De Gasperi I                                            | Fausto Gullo                  | 17 avril 1944 – 1er juillet 1946    |       | PCI         |              |
| Titres successifs : - Agriculture et Forêts (1929-1946) |                               |                                     |       |             |              |

### République italienne
| Ministre                                                                    | Ministre                             | Mandat                              | Parti | Parti               | Gouvernement              |
| --------------------------------------------------------------------------- | ------------------------------------ | ----------------------------------- | ----- | ------------------- | ------------------------- |
|                                                                             | Antonio Segni (1891-1972)            | 14 juillet 1946 – 26 juillet 1951   |       | DC                  | De Gasperi II·III·IV·V·VI |
|                                                                             | Amintore Fanfani (1908-1999)         | 26 juillet 1951 – 16 juillet 1953   |       | DC                  | De Gasperi VII            |
|                                                                             | Rocco Salomone (1883-1960)           | 16 juillet 1953 – 19 janvier 1954   |       | DC                  | De Gasperi VIII           |
| Pella                                                                       | Rocco Salomone (1883-1960)           | 16 juillet 1953 – 19 janvier 1954   |       | DC                  |                           |
|                                                                             | Giuseppe Medici (1907-2000)          | 19 janvier 1954 – 6 juillet 1955    |       | DC                  | Fanfani I                 |
| Scelba                                                                      | Giuseppe Medici (1907-2000)          | 19 janvier 1954 – 6 juillet 1955    |       | DC                  |                           |
|                                                                             | Emilio Colombo (1920-2013)           | 6 juillet 1955 – 2 juillet 1958     |       | DC                  | Segni I                   |
| Zoli                                                                        | Emilio Colombo (1920-2013)           | 6 juillet 1955 – 2 juillet 1958     |       | DC                  |                           |
|                                                                             | Mario Ferrari Aggradi (1916-1997)    | 2 juillet 1958 – 16 février 1959    |       | DC                  | Fanfani II                |
|                                                                             | Mariano Rumor (1915-1990)            | 16 février 1959 – 22 juin 1963      |       | DC                  | Segni II                  |
| Tambroni                                                                    | Mariano Rumor (1915-1990)            | 16 février 1959 – 22 juin 1963      |       | DC                  |                           |
| Fanfani III·IV                                                              | Mariano Rumor (1915-1990)            | 16 février 1959 – 22 juin 1963      |       | DC                  |                           |
|                                                                             | Bernardo Mattarella (1905-1971)      | 22 juin 1963 – 5 décembre 1963      |       | DC                  | Leone I                   |
|                                                                             | Mario Ferrari Aggradi (1916-1997)    | 5 décembre 1963 – 24 février 1966   |       | DC                  | Moro I·II                 |
|                                                                             | Franco Restivo (1911-1976)           | 24 février 1966 – 25 juin 1968      |       | DC                  | Moro III                  |
|                                                                             | Giacomo Sedati (1921-1984)           | 25 juin 1968 – 13 décembre 1968     |       | DC                  | Leone II                  |
|                                                                             | Athos Valsecchi (1919-1985)          | 13 décembre 1968 – 6 août 1969      |       | DC                  | Rumor I                   |
|                                                                             | Giacomo Sedati (1921-1984)           | 6 août 1969 – 28 mars 1970          |       | DC                  | Rumor II                  |
|                                                                             | Lorenzo Natali (1922-1989)           | 28 mars 1970 – 8 juillet 1973       |       | DC                  | Rumor III                 |
| Colombo                                                                     | Lorenzo Natali (1922-1989)           | 28 mars 1970 – 8 juillet 1973       |       | DC                  |                           |
| Andreotti I·II                                                              | Lorenzo Natali (1922-1989)           | 28 mars 1970 – 8 juillet 1973       |       | DC                  |                           |
|                                                                             | Mario Ferrari Aggradi (1916-1997)    | 8 juillet 1973 – 15 mars 1974       |       | DC                  | Rumor IV                  |
|                                                                             | Antonio Bisaglia (1929-1984)         | 8 juillet 1973 – 15 mars 1974       |       | DC                  | Rumor V                   |
|                                                                             | Giovanni Marcora (1922-1989)         | 15 mars 1974 – 18 octobre 1980      |       | DC                  | Moro IV·V                 |
| Andreotti III·IV·V                                                          | Giovanni Marcora (1922-1989)         | 15 mars 1974 – 18 octobre 1980      |       | DC                  |                           |
| Cossiga I·II                                                                | Giovanni Marcora (1922-1989)         | 15 mars 1974 – 18 octobre 1980      |       | DC                  |                           |
|                                                                             | Giuseppe Bartolomei (1923-1996)      | 18 octobre 1980 – 1er décembre 1982 |       | DC                  | Forlani                   |
| Spadolini I·II                                                              | Giuseppe Bartolomei (1923-1996)      | 18 octobre 1980 – 1er décembre 1982 |       | DC                  |                           |
|                                                                             | Calogero Mannino (1939)              | 1er décembre 1982 – 4 août 1983     |       | DC                  | Fanfani V                 |
|                                                                             | Filippo Maria Pandolfi (1927)        | 4 août 1983 – 13 avril 1988         |       | DC                  | Craxi I·II                |
| Fanfani VI                                                                  | Filippo Maria Pandolfi (1927)        | 4 août 1983 – 13 avril 1988         |       | DC                  |                           |
| Goria                                                                       | Filippo Maria Pandolfi (1927)        | 4 août 1983 – 13 avril 1988         |       | DC                  |                           |
|                                                                             | Calogero Mannino (1939)              | 13 avril 1988 – 23 juillet 1989     |       | DC                  | De Mita                   |
|                                                                             | Vito Saccomandi (1939-1995)          | 23 juillet 1989 – 13 avril 1991     |       | DC                  | De Mita                   |
| Andreotti VI                                                                | Vito Saccomandi (1939-1995)          | 23 juillet 1989 – 13 avril 1991     |       | DC                  |                           |
|                                                                             | Giovanni Goria (1943-1994)           | 13 avril 1991 – 28 juin 1992        |       | DC                  | Andreotti VII             |
|                                                                             | Giovanni Angelo Fontana (1944)       | 28 juin 1992 – 21 mars 1993         |       | DC                  | Amato I                   |
|                                                                             | Alfredo Luigi Diana (1930)           | 21 mars 1993 – 11 mai 1994          |       | DC                  | Amato I                   |
| Ciampi                                                                      | Alfredo Luigi Diana (1930)           | 21 mars 1993 – 11 mai 1994          |       | DC                  |                           |
|                                                                             | Adriana Poli Bortone (1943)          | 11 mai 1994 – 17 janvier 1995       |       | AN                  | Berlusconi I              |
|                                                                             | Walter Luchetti (1937)               | 17 janvier 1995 – 18 mai 1996       |       | Indépendant         | Dini                      |
|                                                                             | Michele Pinto (1931)                 | 18 mai 1996 – 21 octobre 1998       |       | PPI                 | Prodi I                   |
|                                                                             | Paolo De Castro (1958)               | 21 octobre 1998 – 26 avril 2000     |       | Dem                 | D'Alema I·II              |
|                                                                             | Alfonso Pecoraro Scanio (1959)       | 26 avril 2000 – 11 juin 2001        |       | FDV                 | Amato II                  |
|                                                                             | Gianni Alemanno (1958)               | 11 juin 2001 – 17 mai 2006          |       | AN                  | Berlusconi II·III         |
|                                                                             | Paolo De Castro (1958)               | 17 mai 2006 – 8 mai 208             |       | DL / PD (2007)      | Prodi II                  |
|                                                                             | Luca Zaia (1968)                     | 8 mai 2008 – 16 avril 2010          |       | LN                  | Berlusconi IV             |
|                                                                             | Giancarlo Galan (1956)               | 16 avril 2010 – 23 mars 2011        |       | PDL                 | Berlusconi IV             |
|                                                                             | Francesco Saverio Romano (1964)      | 23 mars 2011 – 16 novembre 2011     |       | PID                 | Berlusconi IV             |
|                                                                             | Mario Catania (1952)                 | 16 novembre 2011 – 28 avril 2013    |       | Indépendant         | Monti                     |
|                                                                             | Nunzia De Girolamo (1975)            | 28 avril 2013 – 27 janvier 2014     |       | PDL / NCD (11/2013) | Letta                     |
|                                                                             | Enrico Letta (par intérim) (1966)    | 27 janvier 2014 – 22 février 2014   |       | PD                  | Letta                     |
|                                                                             | Maurizio Martina (1978)              | 22 février 2014 – 13 mars 2018      |       | PD                  | Renzi                     |
| Gentiloni                                                                   | Maurizio Martina (1978)              | 22 février 2014 – 13 mars 2018      |       | PD                  |                           |
|                                                                             | Paolo Gentiloni (par intérim) (1954) | 13 mars 2018 – 1er juin 2018        |       | PD                  | Gentiloni                 |
|                                                                             | Gian Marco Centinaio (1971)          | 1er juin 2018 – 5 septembre 2019    |       | Lega                | Conte I                   |
|                                                                             | Teresa Bellanova (1958)              | 5 septembre 2019 – 14 janvier 2021  |       | IV                  | Conte II                  |
|                                                                             | Giuseppe Conte (par intérim) (1964)  | 14 janvier 2021 – 13 février 2021   |       | Indépendant         | Conte II                  |
|                                                                             | Stefano Patuanelli (1974)            | 13 février 2021 – 22 octobre 2022   |       | M5S                 | Draghi                    |
|                                                                             | Francesco Lollobrigida (1972)        | depuis le 22 octobre 2022           |       | FdI                 | Meloni                    |
| Titres successifs : - Agriculture et Souveraineté alimentaire (depuis 2022) |                                      |                                     |       |                     |                           |